# Fernando Filoni

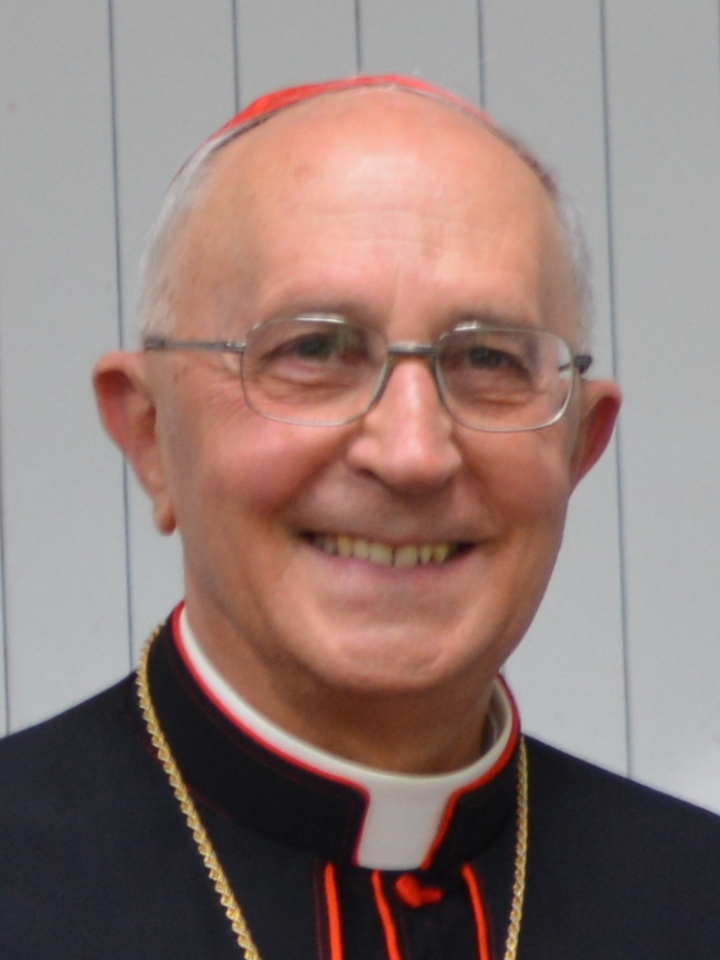
Fernando Kardinal Filoni (2019)

Wappen als Kurienkardinal

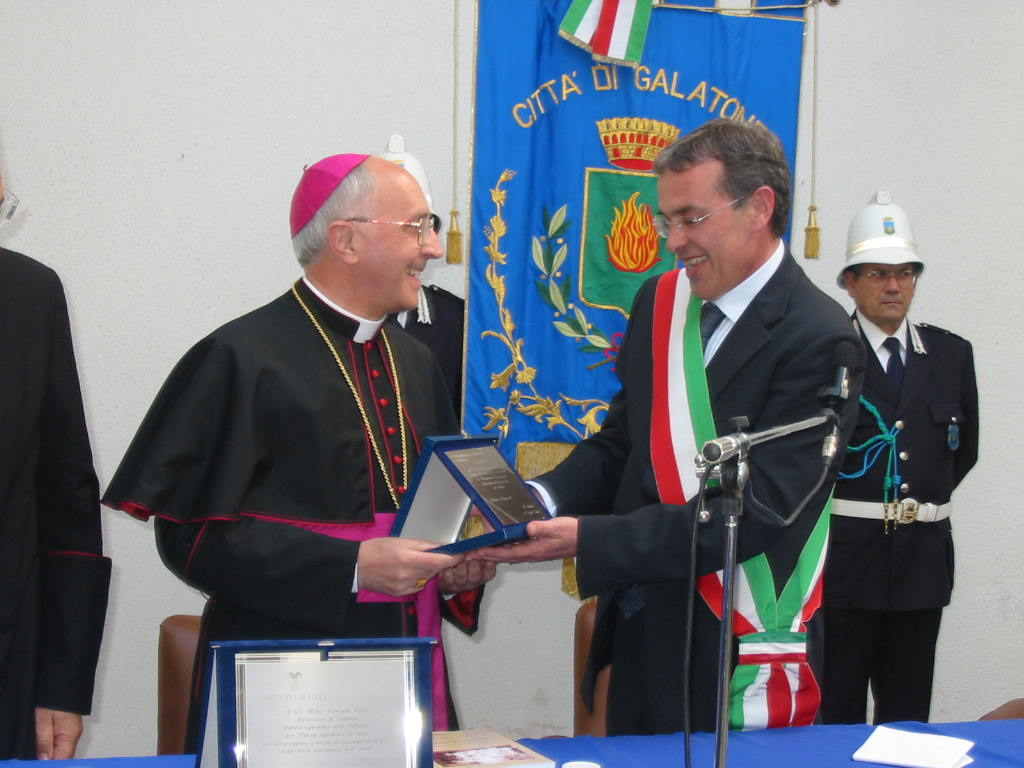
Erzbischof Fernando Filoni (links)

Fernando Kardinal Filoni (* 15. April 1946 in Manduria, Provinz Tarent, Italien) ist ein italienischer Geistlicher und Kurienkardinal der römisch-katholischen Kirche und Diplomat des Heiligen Stuhls. Er war von 2011 bis 2019 Präfekt der Kongregation für die Evangelisierung der Völker und ist seit 2019 Kardinal-Großmeister des Ritterordens vom Heiligen Grab zu Jerusalem.

## Leben
Fernando Filoni besuchte die Mittelschule in Galatone in Apulien und das Gymnasium am Bischofsseminar von Nardò. Er studierte Philosophie am Päpstlichen Regionalseminar von Apulien, dem Pontificio Seminario Regionale Pugliese Pio XI, in Molfetta und Theologie am Seminario Diocesano Viterbo in Viterbo. Am 3. Juli 1970 empfing er in der Stiftskirche von Galatone durch den Bischof von Nardò, Antonio Rosario Mennonna, das Sakrament der Priesterweihe. An der Päpstlichen Lateranuniversität in Rom absolvierte er ein Doktoratsstudium in Kanonischem Recht und an der römischen Universität La Sapienza ein Doktoratsstudium in Philosophie. An der Libera Università Internazionale degli Studi Sociali absolvierte er ein Journalismusstudium.
Nach einer Ausbildung an der Päpstlichen Diplomatenakademie trat Filoni 1982 in den diplomatischen Dienst des Heiligen Stuhls ein und bekam am 9. Oktober desselben Jahres durch Papst Johannes Paul II. den Ehrentitel Kaplan Seiner Heiligkeit (Monsignore) verliehen. Zunächst war er in den Apostolischen Nuntiaturen von Sri Lanka (1982–1983) und Iran (1983–1985) tätig, von 1985 bis 1989 arbeitete er im Staatssekretariat des Vatikans und wirkte anschließend wieder in den Apostolischen Nuntiaturen von Brasilien (1989–1992) und den Philippinen (1992–2001).
Am 17. Januar 2001 ernannte ihn Papst Johannes Paul II. zum Apostolischen Nuntius im Irak und Jordanien und zum Titularerzbischof von Volturnum. Die Bischofsweihe spendete ihm Papst Johannes Paul II. selbst am 19. März desselben Jahres, Mitkonsekratoren waren Angelo Kardinal Sodano und Giovanni Battista Kardinal Re. Als einziger ausländischer Diplomat blieb er während des Irakkrieges in Bagdad, was ihm den Spitznamen Nuntius Courage einbrachte. Am 25. Februar 2006 übertrug ihm Papst Benedikt XVI. die Aufgabe des Apostolischen Nuntius auf den Philippinen, die er bereits durch seine frühere neunjährige Tätigkeit kannte.
Papst Benedikt XVI. ernannte Erzbischof Filoni am 9. Juni 2007 als Nachfolger von Leonardo Sandri zum Substituten des Vatikanischen Staatssekretariates. Dieses Amt gilt als das „Innenministerium“ des Vatikans. Der Substitut hat qua Amt als einziger einen täglichen Termin beim Papst.
Am 10. Mai 2011 wurde er von Papst Benedikt XVI. in Nachfolge von Ivan Kardinal Dias zum Präfekten für die Kongregation für die Evangelisierung der Völker („Missionskongregation“) ernannt.
Im feierlichen Konsistorium vom 18. Februar 2012 nahm ihn Papst Benedikt XVI. als Kardinaldiakon mit der Titeldiakonie Nostra Signora di Coromoto in San Giovanni di Dio in das Kardinalskollegium auf. Kardinal Filoni nahm am Konklave 2013 teil, in dem Papst Franziskus gewählt wurde. Ebenso nahm er am Konklave 2025 teil, das Leo XIV. zum Papst wählte.
Am 21. September 2013 wurde Fernando Filoni sowie die gesamte Leitung der Kongregation für die Evangelisierung der Völker von Papst Franziskus dauerhaft im Amt bestätigt. Anlässlich der Irakkrise 2014 entsandte Papst Franziskus Kardinal Filoni im August 2014 als päpstlichen Sondergesandten zu einer Friedensmission in den Irak. Derselbe erhob ihn mit Wirkung vom 28. Juni 2018 unter Beibehaltung seiner Titelkirche zum Kardinalbischof. Im März 2021 gehörte Kardinal Filoni zur päpstlichen Delegation bei der Papstreise in den Irak.
Mit Wirkung zum 28. Juni 2018 wurde Kardinal Filoni durch Papst Franziskus zum Kardinalbischof ernannt. Er gehört der damals vom Papst neu geschaffenen Gruppe jener Kardinalbischöfe an, „welche den Kardinalbischöfen mit suburbikarischem Titel gleichgestellt sind“.
Fernando Filoni spricht Französisch, Spanisch, Englisch und Portugiesisch. Filoni gilt als Experte für China und den Nahen und Mittleren Osten.

### Ritterorden vom Heiligen Grab zu Jerusalem
Am 8. Dezember 2019 wurde Fernando Filoni von Papst Franziskus zum Großmeister des Ritterordens vom Heiligen Grab zu Jerusalem ernannt; Luis Antonio Kardinal Tagle wurde am selben Tag sein Nachfolger als Präfekt der Kongregation für die Evangelisierung der Völker. Er trat die Nachfolge von Edwin Frederick Kardinal O’Brien an, dessen altersbedingtem Ruhestandsgesuch von Papst Franziskus stattgegeben wurde.
Mit einer Heiligen Messe wurde Filoni am 1. Februar 2020 in der Kirche Santo Spirito in Sassia zum Kardinal-Großmeister des Päpstlichen Ritterordens vom Heiligen Grab zu Jerusalem und einem offiziellen Empfang im Palazzo Della Rovere, dem Sitz des Ordens in der Via della Conciliazione, inthronisiert.

## Mitgliedschaften
Kardinal Filoni ist Mitglied folgender weiterer Organisationen der Römischen Kurie:
- Kongregation für die Glaubenslehre (seit 2012)[14]
- Kongregation für die orientalischen Kirchen (seit 2012[14], bestätigt 2014[15])
- Kongregation für die Institute geweihten Lebens und für die Gesellschaften apostolischen Lebens (seit 2014)[16]
- Kongregation für das Katholische Bildungswesen (seit 2012[14], bestätigt 2013[17])
- Päpstlicher Rat der Seelsorge für die Migranten und Menschen unterwegs (seit 2007)[18]
- Päpstlicher Rat für die Gesetzestexte (seit 2012)[19]
- Päpstlicher Rat für den Interreligiösen Dialog (seit 2012)[20]
- Kongregation für die Selig- und Heiligsprechungsprozesse (seit 2020)[21]